# 메가테리움

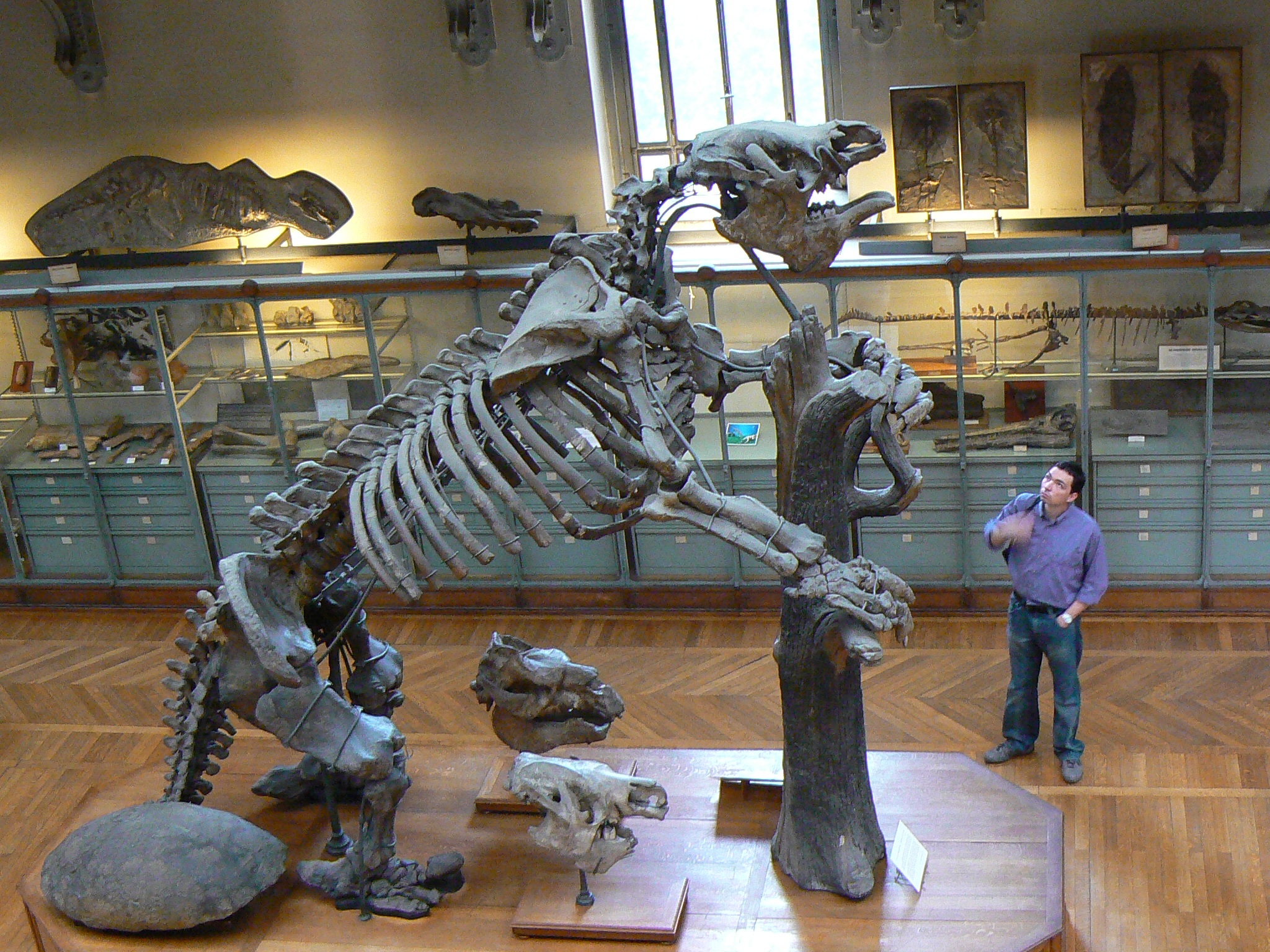

메가테리움(Megatherium)은 신생대 제4기 플라이스토세(164만 ~ 1만년 전)경 남아메리카에 서식하고 있던 거대한 땅늘보의 한 속이다. 모식종은 메가테리움 아메리카눔(Megatherium americanum)이다.

## 개요
땅늘보는 성장하면 최대 길이 6 ~ 8m, 무게 3톤이 나간다. 이 거구는 특히 과도한 체중 때문에 나무를 오르지는 않고, 현생하는 나무늘보와 달리 지상에서 움직이는 개체였다. 팔다리에 긴손톱이 있고, 꼬리는 굵고 길다. 두 발로 일어서서 거목의 가지를 손톱을 가진 강한 앞발로 잡고, 긴 혀로 나뭇잎을 먹었다고 생각된다. 초원에 나와서 손톱으로 흙을 파고 뿌리줄기를 먹고 있었을 가능성도 있다. 앞니가 없고, 빈약한 어금니가 약간 남아있을 뿐이었다. 그러나 깨무는 힘은 강력해서, 이 이빨로 나뭇잎과 뿌리줄기를 먹었다. 그들이 즐겨 먹은 것은 과거의 서식지에 많이 보이는 느티나무와 비슷한 자리공과 식물의 일종이었다.

## 근연속
북미 대륙에 동과의 거의 같은 크기의 에레모테리움(Eremotherium)이 있었다. 함께 멸종한 종으로 현존하지 않으며, 미국에 진출한 인류와 만나 사냥감이 되었다.

## 멸종
플리오세 말기 아메리카가 파나마 지협으로 이어져 재규어와 검치호랑이의 스밀로돈 같은 종이 남미에 진출하여 메가테리움의 새끼를 포식했지만 여전히 번영을 계속했고, 플라이스토세 말에 멸종했다. 멸종의 원인은 현재, 남북 아메리카에 퍼진 인류에 인한 부분이 크다고 추측되지만 분명하지 않다

## 종
- M. altiplanicum Saint - André & de Iuliis, 2001
- M. americanum Cuvier, 1796 - 모식 종
- M. gallardoi Ameghino & Kraglievich, 1921
- M. istilarti Kraglievich, 1925
- M. medinae Philippi, 1893
- M. tarijense Gervais & Ameghino, 1880
- M. parodii Hoffstetter, 1949
- M. sundti Philippi, 1893

## 같이 보기
- 모에리테리움
- 데이노테리움
- 파라케라테리움